# 감압 증류

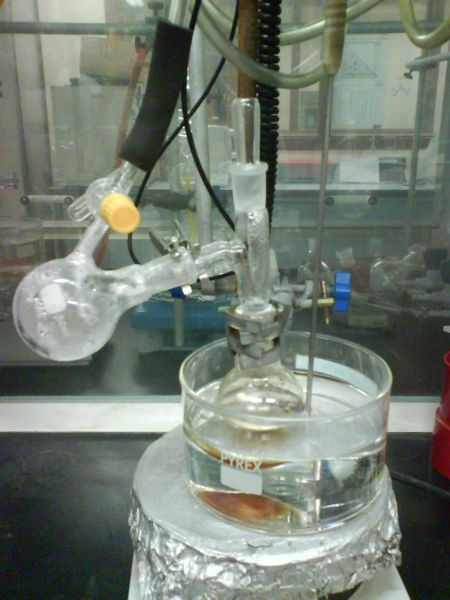
대기압에서 189°에서 끓는 다이메틸 설폭사이드(DMSO)를 진공을 이용하여 끓는 점을 70°C로 낮추어 증류하고 있다.

감압증류는 끓는점이 비교적 높은 액체 혼합물을 분리하기 위하여 액체에 작용하는 압력을 감소시켜 증류 속도를 빠르게 하는 방법이다.

## 같이 보기
- 증류탑
- 분별 증류